# 494
| Calendário gregoriano                                                        | 494 CDXCIV                      |
| Ab urbe condita                                                              | 1247                            |
| Calendário arménio                                                           | -58 – -57                       |
| Calendário bahá'í                                                            | -1350 – -1349                   |
| Calendário budista                                                           | 1038                            |
| Calendário chinês                                                            | 3190 – 3191                     |
| Calendário copta                                                             | 210 – 211                       |
| Calendário etíope                                                            | 486 – 487                       |
| Calendários hindus - Vikram Samvat - Calendário nacional indiano - Cáli Iuga | 549 – 550 415 – 416 3594 – 3595 |
| Calendário Holoceno                                                          | 10494                           |
| Calendário islâmico                                                          | 132 BH – 131 BH                 |
| Calendário judaico                                                           | 4254 – 4255                     |
| Calendário persa                                                             | 128 BP – 127 BP                 |
| Calendário rúnico                                                            | 744                             |
| Calendário solar tailandês                                                   | 1037                            |

494 (CDXCIV, na numeração romana) foi um ano comum do século V do Calendário Juliano, da Era de Cristo, a sua letra dominical foi B (52 semanas), teve início a um sábado e terminou também a um sábado. Segundo o horóscopo chinês, foi o ano do Cão.
| Ano completo                   |
| ------------------------------ |
| Ano comum com início ao sábado |

## Eventos
- O Papa Gelásio I delineia sobre a relação entre igreja e estado na epístola Duo sunt.
- Gelásio canoniza São Jorge.
- O festival de Lupercália é abolido.
- Instituição da festa cristã da Candelária.

## Nascimentos
- Gildas, historiador precoce e padre.

## Mortes
- Xiao Zhaowen, imperador da China da dinastia Qi, muitas vezes conhecido como o Príncipe de Hailing.
- Xiao Zhaoye, imperador da China da dinastia Qi, também conhecido como o Príncipe de Yulin